# Nothando Dube
Nothando Dube (Inkhosikati LaDube; ur. prawdopodobnie 1988) - dwunasta żona króla Suazi Mswatiego III, bohaterka skandalu obyczajowego z lipca 2010.
Kształciła się w Mater Dorolosa High School. Zdobyła tytuł Miss Suazi Nastolatek w 2004. 30 sierpnia 2004 wzięła udział w tradycyjnej ceremonii Umhlanga (Taniec trzcin), podczas której dostrzegł ją monarcha. Wzięli ślub 11 czerwca 2005. Urodziła troje dzieci:
- księżniczkę Makhosothando Dlamini (ur. 2005)
- księcia Betive Dlamini (ur. 2007)[6]
- nieznane z imienia dziecko (ur. 2009)

W 2006 brała udział w obchodach 60. rocznicy objęcia tajskiego tronu przez Bhumibola Adulyadeja.
W lipcu 2010 w Royal Villas Hotel niedaleko Mbabane przyłapano ją w łóżku z ministrem sprawiedliwości Ndumiso Mambą. Polityk znalazł się w areszcie domowym, a kilka dni później zrezygnował ze stanowiska. Losy młodej królowej pozostają nieznane.